# Tatau
Huyện Tatau là một huyện thuộc bang Sarawak của Malaysia. Huyện Tatau có dân số thời điểm năm 2010 ước tính khoảng 30322 người.